# Origanum dictamnus
Origanum dictamnus L. (o dittamo di Creta) è una pianta erbacea della famiglia delle Lamiaceae, originaria dell'isola greca di Creta. In Grecia è chiamato δίκταμο (díktamo) e nel dialetto cretese έρωντας (erontas o erodas, "amore"), στοματόχορτο ("erba per lo stomaco") o μαλλιαρό χόρτο ("erba lanosa"), Σταματόχορτο ("erba coagulante").
Il dittamo di Creta è talvolta confuso con il dittamo bianco, pianta erbacea xerofila della famiglia delle Rutaceae.

## Descrizione

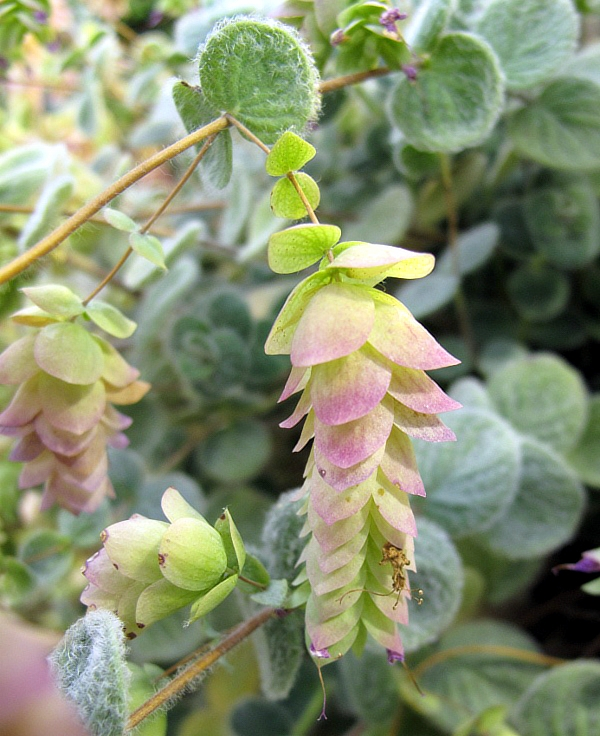
Fiori di Dittamo di Creta

Il dittamo di Creta è un arbusto vivace che può raggiungere i 30 cm di altezza.
Cresce selvatico sulle montagne dell'isola di Creta nelle zone rocciose ad un'altezza da 300 a 1500 m s.l.m. con esposizione molto soleggiata, può resistere fino a -10 °C., non sopporta l'umidità dell'aria e del suolo..
I gambi legnosi portano piccole foglie argentee e vellutate, arrotondate e lanuginose, le spighe d'infiorescenza pendono verso il basso. Le piante fioriscono da maggio ad agosto. I semi sono rari, la pianta viene propagata per talea.
Le foglie portano sulla loro superficie dei peli ghiandolari nei quali è prodotto l'olio essenziale.

## Storia
Le prime raffigurazioni del dittamo risalgono al 1500 a.C. e si trovano in un affresco situato sul muro di un palazzo minoico.
Il primo antisettico per uso esterno citato nelle tavolette in lineare B risalenti al 1300 a.C., il dittamo è noto ai popoli dell'antichità di Grecia e Egitto (ov'è stato esportato) per le sue vittù medicinali
In Della natura delle donne di Ippocrate si raccomanda di «bere in acqua un soldo di dittamo di Creta per causare l'uscita del còrio e le regole».
La letteratura medica antica prescrive il dittamo in infusione per i dolori di stomaco, i problemi intestinali, le gravidanze a rischio e le mestruazioni dolenti. Nell'uso esterno funge da antisettico e coagulante.
Aristotele nella sua Storia degli animali al capitolo VII scrive «Si ritiene che le capre selvatiche di Creta, quando sono colpite da una freccia, si mettano a cercare il dittamo che pare abbia la proprietà di far uscire il ferro dalla ferita».
Nel XII libro dell'Eneide Virgilio descrive l'estrazione di una freccia e l'utilizzazione del dittamo come antisettico.
Dioscoride descrive l'utilizzo del dittamo in De materia medica.
William Turner, il padre della botanica inglese, lo descrisse nel XVI secolo: una pianta che non ha mai voluto crescere ma che è disponibile presso gli apotecari di Venezia e di Anversa.
Esso fa parte delle piante la cui coltura è raccomandata nei domini regi da parte di Carlo Magno nel Capitulare de villis (fine VIII secolo o inizio del IX).
Nel medioevo il dittamo faceva parte dei doni dei fidanzati delle signorine cretesi. Secondo la tradizione cretese, i giovanotti che volevano sposarsi dovevano arrampicarsi sulle erte falesie del Monte Ditte per coglierne e offrirlo alla loro futura sposa.
Il dittamo selvatico è oggi protetto e la sua raccolta regolamentata dalle leggi dell'Unione europea. È coltivato nella regione centrale e montagnosa di Creta.

## Mitologia
La dea greca Afrodite cura le ferite del figlio Enea con il dittamo. Ella stessa si cura con il dittamo per facilitare la propria gravidanza quando è incinta di Ermafrodito sul monte Ida di Troade.
Zeus, re degli dei dell'Olimpo, fu salvato da morte certa dalla madre, Rea. Ella partorì a Creta in un antro del Monte Ditte, protetta dai Cureti, ove nascose il figlio. In ringraziamento Zeus offrì ai cretesi il dittamo.
Nell'antichità il dittamo fu chiamato "artemidion" in onore della dea Artemide (Diana per i romani), che se voleva poteva far guarire le ferite inferte dalle sue frecce.
La dea cretese del parto, Eilytheiia, (Ειλυθειία) portava una corona di dittamo, collegamento diretto tra la pianta e il parto.

## Proprietà principali
Il dittamo, come suo cugino l'origano, ha proprietà antisettiche.
Esso è utilizzato in Grecia sotto forma di infuso per curare il raffreddore, le infezioni della bocca e dei denti, i problemi di digestione, le menorree, il diabete, l'obesità, i problemi renali ed epatici.
È applicato anche come cataplasma per i dolori di testa, i reumatismi e sulle piaghe.
I principi attivi dell'olio essenziale di dittamo sono:
- canfora: stimolante, decongestionante, antisettico, antispasmodico
- carvacrolo: analgesico, antinfiammatorio, antisettico, battericida, espettorante, fungicida, vermifugo
- cedrolo, linanol, p-cimolo, pinène: battericida, espettorante, fungicida
- tannino: battericida, antivirale, antiulcera, antitumorale[9].

Un altro studio indica componenti diversi:
- carvacrolo, timolo: antiossidanti
- paracimene: analgesico, battericida, vermifugo
- γ-terpinène: insettifugo.

Uno studio del 2007 mette in evidenza le proprietà anticancerogene dell'acido ursolico contenuto nelle foglie del dittamo.

## Altri utilizzi
L'olio essenziale del dittamo è utilizzato nella realizzazione del Martini dry, del Vermut e nella cosmetica.

## Esoterismo
Il dittamo è usato fin dall'antichità come incenso divinatorio e per vedere gli spiriti.

## Traduzioni
- inglese : Dittany of Crete, Hop Marjoram, Hop Plant
- tedesco: Diptamdosten, Kretadiptam, Dictamno, Kreta-Majoran[13]
- italiano : Origano di Creta, dittamo di Candia, dittamo Cretico[14]
- turco : Mangirotu
- greco : Δίκταμνο